# Lepetodriloidea
Super-famille
Lepetodriloidea est une super-famille de mollusques gastéropodes de l'ordre des Archaeogastropoda.

## Liste des familles
Selon World Register of Marine Species (30 novembre 2018) :
- famille Lepetodrilidae McLean, 1988
- famille Sutilizonidae McLean, 1989